# 변좌

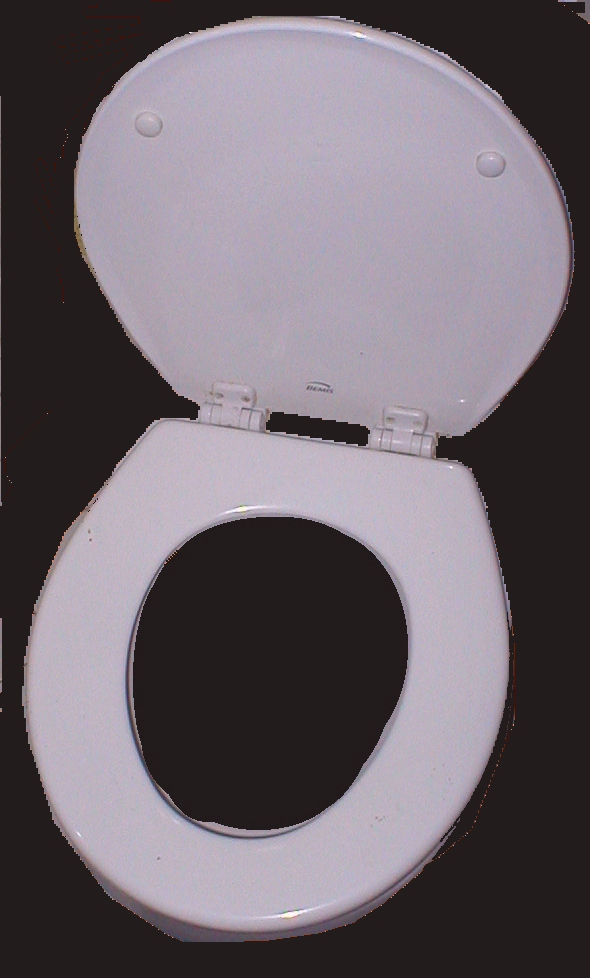
변좌

변좌(便座)는 양변기에서 앉을 때 엉덩이가 닿는 부분이다.
둥글거나 타원형의 열린 좌석과 보통 뚜껑으로 구성된 경첩이 달린 장치로, 앉은 자세로 사용되는 변기(스쿼트 변기와 반대)에 볼트로 고정된다. 좌석은 수세식 변기 또는 건식 변기용일 수 있다. 변기 시트는 사용자가 앉을 수 있도록 윤곽을 잡을 수 있는 시트 자체와 사용하지 않을 때 변기를 덮는 뚜껑으로 구성된다. 특히 공중 화장실에서는 뚜껑이 없는 경우도 있다.

## 같이 보기
- 비데
- 전자 비데